# HORIZON (土屋昌巳のアルバム)
『HORIZON』（ホライズン）は、日本のシンガーソングライターである土屋昌巳の4枚目のオリジナル・アルバム。
1988年6月22日にEPIC・ソニーレコードからリリースされた。前作『LIFE IN MIRRORS』（1987年）より8か月振りとなる作品であり、作曲はすべて土屋昌巳が担当、作詞はロックバンドであるくじら所属の杉林恭雄が担当、プロデュースは土屋およびナイジェル・ウォーカー、清水靖晃が担当している。
レコーディングはロンドンのAIRスタジオを中心に行われており、ゲスト・ミュージシャンとしてミック・カーンのほかに元ABC所属のデヴィッド・パーマーが参加している。本作は土屋が清水との共同制作を望んだことから制作が始まっており、ポップでメロディアスな楽曲が多く収録されている。また、前作に続き本作からも1曲もシングルカットされていない。

## 録音、制作
本作のレコーディングはロンドンのAIRスタジオを中心に東京の一口坂スタジオおよびCBSソニー・六本木スタジオにおいても行われた。本作は土屋昌巳とイギリスの音楽プロデューサーであるナイジェル・ウォーカー、日本の音楽プロデューサーである清水靖晃による共同プロデュースとなっている。編曲はほぼ全曲ともに土屋と清水が担当している。本作制作の動機は土屋が清水との共同制作を望んだためであり、また土屋と清水は高校時代からの旧知の仲で、ブラスバンド部の部長を務めていた土屋の友人から「すごい新入生が入ってきた」と伝えられたのが清水であったという。土屋と清水は二人でロンドンを訪れ、フラットを借りてAIRスタジオにてレコーディングを行った。前作とは異なり本作は清水を中心に、少数精鋭にて制作が行われている。また、当初は清水の単独プロデュースとして始まった本作であったが、ウォーカーがエンジニアとしての範疇を超えた活躍を見せたために共同プロデュースとしてクレジットされることになった。著名なミュージシャンが多数参加した前作『LIFE IN MIRRORS』（1987年）において、アンディ・マッケイのマネージャーはロキシー・ミュージックを仕切っている「女帝」のような存在であり、清水も英語は堪能であったがその人物には太刀打ちできず、イギリス人同士でなければ上手く処理できない部分をウォーカーが対応していたと土屋は述べている。
土屋はサンプラー使用の技術も格段に向上していたため、清水とともに大量の音作りを行っていた。土屋によれば、結果として同時期に活動していたマッシヴ・アタックやトリッキーと同様の制作方法になっていたという。また、レコーディング中にスタジオ近辺のレストランにて土屋がカレーを食べていたところ「あなたは土屋昌巳だろう」とイギリス人に声を掛けられ、それが元ABC所属のドラマーであるデヴィッド・パーマーであったと土屋は述べている。土屋がパーマーにレコーディング中であることを告げると、翌日には自動車にドラムキットを積んだパーマーがスタジオに現れたと土屋は述べている。土屋はパーマーのステレオ・ハイハットに驚かされたと述べたほか、パーマーと自身はお互いにリスペクトしている関係であり、ロッド・スチュワートのバックバンドに加入した後も来日する度に会っていると述べている。

## 音楽性と歌詞
本作の歌詞を杉林恭雄が手掛けることになった経緯について、杉林がスケッチのために安価なリズムマシンで制作された土屋のデモテープを好んで聴いていたことから作詞を依頼することになった。杉林の制作した中でも「ハチドリの夢」の歌詞について土屋は絶賛し、「こういう詞は自分には絶対書けません」と述べている。
ライターの吉村栄一は本作収録曲がほぼすべてポップでメロディアスであると触れた上で、「同時期の他の日本のポップスとはあきらかにちがう一種の孤高を感じもする」と述べている。また、「Horizon」の歌詞には「誰もここへ来ない」「ここをぼくは逃げだしはしない」との一節があることを吉村は指摘している。これに関し土屋はネガティブな意味ではなく実際に孤立していたと述べ、過去にない前人未踏の音楽を追求するには自分の場所に居続けるしかないとも述べている。また、吉村は次作『TIME PASSENGER』（1989年）へと繋がるアラビア音階が登場することも指摘している。

## リリース、批評
| 専門評論家によるレビュー | 専門評論家によるレビュー |
| レビュー・スコア         | レビュー・スコア         |
| 出典                     | 評価                     |
| ------------------------ | ------------------------ |
| CDジャーナル             | 肯定的                   |

本作は1988年6月22日にEPIC・ソニーレコードからCDおよびCTの2形態でリリースされた。本作の帯に記載されたキャッチフレーズは「よく噛んで栄養、主食は"RICE MUSIC"」であった。
本作に関する評価として、音楽情報サイト『CDジャーナル』では清水靖晃との共同プロデュースであることや常連としてミック・カーンが参加していることに触れたほか、作詞が全曲ともに杉林恭雄が担当していることに対して「マイペースで環境を変えていってるようだ」と述べた上で、サウンド面に関しては「スタティックで、サウンドのキメのようなものが際立った作品だ」と表現したほか、アートワーク面に関して「天球図をデザインしたレーベルが美しい」と肯定的に評価した。
2017年12月20日には土屋のボックス・セット『SOLO VOX -epic years-』に収録される形でデジタル・リマスタリング盤としてBlu-spec CD2仕様で再リリースされた。

## 収録曲
- CD付属の歌詞カードに記載されたクレジットを参照[8]。また、4曲目はインストゥルメンタルとなっている。

| #         | タイトル                                   | 作詞      | 作曲      | 編曲               | 時間  |
| --------- | ------------------------------------------ | --------- | --------- | ------------------ | ----- |
| 1.        | 「仮面の夜」(Mask)                         | 杉林恭雄  | 土屋昌巳  | 土屋昌巳、清水靖晃 | 6:46  |
| 2.        | 「Forbidden Flowers」                      | 杉林恭雄  | 土屋昌巳  | 土屋昌巳、清水靖晃 | 4:34  |
| 3.        | 「Horizon」                                | 杉林恭雄  | 土屋昌巳  | 土屋昌巳、清水靖晃 | 4:49  |
| 4.        | 「風と砂と水と」(Wind, Sand, Water & ....) |           | 土屋昌巳  | 土屋昌巳           | 2:06  |
| 5.        | 「ハチドリの夢」(Hummingbirds)             | 杉林恭雄  | 土屋昌巳  | 土屋昌巳、清水靖晃 | 5:12  |
| 合計時間: | 合計時間:                                  | 合計時間: | 合計時間: | 合計時間:          | 23:27 |

| #         | タイトル           | 作詞      | 作曲      | 編曲               | 時間  |
| --------- | ------------------ | --------- | --------- | ------------------ | ----- |
| 6.        | 「Silhouette」     | 杉林恭雄  | 土屋昌巳  | 土屋昌巳、清水靖晃 | 3:42  |
| 7.        | 「冬のバラ」(Rose) | 杉林恭雄  | 土屋昌巳  | 土屋昌巳、清水靖晃 | 4:51  |
| 8.        | 「Bird's Eye」     | 杉林恭雄  | 土屋昌巳  | 土屋昌巳、清水靖晃 | 4:29  |
| 9.        | 「Too Many Tears」 | 杉林恭雄  | 土屋昌巳  | 土屋昌巳、清水靖晃 | 4:36  |
| 10.       | 「Diamond」        | 杉林恭雄  | 土屋昌巳  | 土屋昌巳、清水靖晃 | 5:37  |
| 合計時間: | 合計時間:          | 合計時間: | 合計時間: | 合計時間:          | 23:15 |

## スタッフ・クレジット
- CD付属の歌詞カードに記載されたクレジットを参照[8]。

### 参加ミュージシャン
| 1. 「仮面の夜」 - 清水靖晃 – コンピュータ & シンセサイザー・プログラミング - デヴィッド・パーマー – ドラムス（パーツ） - ナオミ・オズボーン – コーラス - キャロン・ウィーラー – コーラス - 清水一登 – シンセサイザー - 土屋昌巳 – ボーカル、ギター、フェンダーフレットレスベース、シンセサイザー・プログラミング 2. 「Forbidden Flowers」 - 清水靖晃 – コンピュータ & シンセサイザー・プログラミング - ミック・カーン – ベース - ダニー・カミングス – パーカッション - 本田雅人 – テナー・サックス - 福岡ユタカ – コーラス - 土屋昌巳 – ボーカル、ギター、シンセサイザー・プログラミング 3. 「Horizon」 - 清水靖晃 – コンピュータ & シンセサイザー・プログラミング - デヴィッド・パーマー – ドラムス（パーツ） - ギャバン・ライト – ヴィオラ - 松武秀樹 – コンピュータ & シンセサイザー・プログラミング - 清水一登 – アコーディオン - 土屋昌巳 – ボーカル、ギター、フェンダーフレットレスベース、シンセサイザー・プログラミング 4. 「風と砂と水と」 - 仙波清彦 – パーカッション - BA･NA･NA – シンセサイザー - 土屋昌巳 – ギター、シンセサイザー 5. 「ハチドリの夢」 - 清水靖晃 – コンピュータ & シンセサイザー・プログラミング、サックス - デヴィッド・パーマー – ドラムス（パーツ） - アンディー・ブラウン – ベース - ダニー・カミングス – パーカッション - ナオミ・オズボーン – ボイス - 清水一登 – アコーディオン、ピアノ - 土屋昌巳 – ボーカル、ギター、シンセサイザー・プログラミング | 1. 「Silhouette」 - 清水靖晃 – コンピュータ & シンセサイザー・プログラミング - ギャバン・ライト – ヴィオラ - ヘレン・リーブマン – チェロ - ナオミ・オズボーン – ボイス - 仙波清彦 – パーカッション - BA･NA･NA – シンセサイザー - 土屋昌巳 – ボーカル、ギター、シンセサイザー・プログラミング 2. 「冬のバラ」 - 清水靖晃 – コンピュータ & シンセサイザー・プログラミング - デヴィッド・パーマー – ドラムス - ミック・カーン – ベース - ダニー・カミングス – パーカッション - ギャバン・ライト – ヴィオラ - 松武秀樹 – コンピュータ & シンセサイザー・プログラミング - BA･NA･NA – シンセサイザー - 土屋昌巳 – ボーカル、ギター、シンセサイザー・プログラミング 3. 「Bird's Eye」 - 清水靖晃 – コンピュータ & シンセサイザー・プログラミング - デヴィッド・パーマー – ドラムス - ダニー・カミングス – パーカッション - 仙波清彦 – パーカッション - 福岡ユタカ – コーラス - 清水一登 – ピアノ - 土屋昌巳 – ボーカル、ギター、フェンダーフレットレスベース、シンセサイザー・プログラミング 4. 「Too Many Tears」 - 清水靖晃 – コンピュータ & シンセサイザー・プログラミング、サックス - デヴィッド・パーマー – ドラムス - ナオミ・オズボーン – コーラス - キャロン・ウィーラー – コーラス - 福岡ユタカ – コーラス - 土屋昌巳 – ボーカル、ギター、フェンダーフレットレスベース、シンセサイザー・プログラミング 5. 「Diamond」 - 清水靖晃 – コンピュータ & シンセサイザー・プログラミング、ソプラノ・サックス、ピアノ - デヴィッド・パーマー – ドラムス（パーツ） - アンディー・ブラウン – ベース - ダニー・カミングス – パーカッション - 清水一登 – ヴィブラフォン、シンセサイザー - 土屋昌巳 – ボーカル、ギター、シンセサイザー・プログラミング |

### 録音スタッフ
- 土屋昌巳 – プロデュース、ミキシング・エンジニア（4, 8, 9曲目のみ）
- ナイジェル・ウォーカー – プロデュース、レコーディング・エンジニア、ミキシング・エンジニア
- 清水靖晃 – プロデュース
- 森岡徹也 – レコーディング・エンジニア
- ランス・フィリップス – アシスタント・エンジニア
- 三木康広 – アシスタント・エンジニア
- 太田安彦 – アシスタント・エンジニア
- リチャード・チャドウィック (OPIUM (ARTS)) – コーディネート・イン・ロンドン
- キャサリン・ウィルソン (OPIUM (ARTS)) – コーディネート・イン・ロンドン
- 安藤啓介 (KAY MUSIC PUBLISHING) – アーティスト・マネージメント
- 福岡知彦 – ディレクター

### その他スタッフ
- 荒木正博（一口坂スタジオ） – サンクス
- ヘンリー・ディーン – サンクス
- 川島恵子（プランクトン） – サンクス
- 寺島義和 (FILE-UK) – サンクス
- ブルース・オズボーン – 写真撮影
- 石川絢士 – アートディレクター、デザイナー
- 宮崎幸生 – デザイナー
- スペース・プロダクツ – オブジェクト
- 谷崎隆幸 – ヘアー & メイク・アップ

## リリース日一覧
| No. | リリース日     | レーベル                       | 規格  | カタログ番号 | 備考                                                           | 出典               |
| --- | -------------- | ------------------------------ | ----- | ------------ | -------------------------------------------------------------- | ------------------ |
| 1   | 1988年6月22日  | EPIC・ソニー                   | CD    | 32・8H-5031  |                                                                | [ 5 ] [ 9 ] [ 10 ] |
| 2   | 1988年6月22日  | EPIC・ソニー                   | CT    | 28・6H-5031  |                                                                | [ 11 ]             |
| 3   | 2017年12月20日 | ソニー・ミュージックダイレクト | BSCD2 | DQCL 704     | ボックス・セット『SOLO VOX -epic years-』収録 新規リマスター盤 | [ 12 ]             |